# 細谷俊夫
細谷 俊夫（ほそや としお、1909年〈明治42年〉8月29日 - 2005年〈平成17年〉5月16日）は、日本の教育学者。

## 経歴・人物
東京府北多摩郡清瀬村生まれ。旧制東京府立第六中学校、旧制浦和高等学校を経て、1932年に東京帝国大学文学部教育学科を卒業。尋常小学校の訓導を経て、1946年岡崎高等師範学校教授、名古屋大学教育学部の創設に参加、1949年名大教授。1952年東大教育学部教授、1970年定年退官、名誉教授、立教大学教授。白梅学園短期大学学長。産業技術教育を研究、日本産業教育学会理事長。1937年には教育科学研究会技術教育研究部会に参加した。

## 家族・親族
妻は入沢宗寿（教育学者）の長女。長女はコロンビア大学C・V・スター東アジア図書館司書で、牧野成一（言語学者、プリンストン大学名誉教授）の妻。四女（都立高校教諭）は佐藤道輔（都立高校教諭、野球部監督）の妻。

## 著書
- 『敎育環境學』目黒書店、1932
- 『兒童環境學』子供の社會心理學叢書 刀江書院、1935
- 『技術敎育 成立と課題』育英出版、1944
- 『近代社会の教育』朝倉書店、1952
- 『教育方法』岩波全書、1960
- 『技術教育概論』東京大学出版会、1978
- 『現代教育と学校』国土新書、1981
- 『細谷俊夫教育学選集』教育出版、1985

### 共編著
- 『教育方法論』編　誠文堂新光社、1955 教育科学入門叢書
- 『明治図書講座学級教育』友広良秋・阪本一郎・宮田丈夫共編集 明治図書出版、1956
- 『新教育課程総論 小・中学校共通』岡津守彦共編　国土社、1958
- 『中学校技術・家庭科の新教育課程』編 国土社、1958　新教育課程双書 中学校篇
- 『中学校社会科の新教育課程』編 国土社、1958　新教育課程双書 中学校篇
- 『現代学校経営事典』伊藤秀夫等共編 明治図書出版、1961
- 『現代校長学』第1-3 大嶋三男、遠藤五郎共編 明治図書出版、1962
- 『技術科用語辞典』編 国土社、1963
- 『人物を中心とした産業教育史』編著 帝国地方行政学会、1965
- 『教育学研究入門』仲新共編 東京大学出版会、1968
- 『新指導要録・通知票記入の実際 評価のシステム化をめざす 小学校編』渋谷憲一、松村謙共編 教育出版、1971
- 『新指導要録と評価の実際 中学校編』奥田真丈,松村謙 教育調査研究所共編 教育出版、1972
- 『学校教育学の基本問題』編 評論社、1973
- 『教育学大事典』河野重男、奥田真丈共編 第一法規出版、1978
- 『新教育学大事典』河野重男、奥田真丈、今野喜清共編　第一法規出版、1990

### 翻訳
- W.オコン『教授過程』大橋精夫共訳 明治図書出版、1959

## 参考
- デジタル版日本人名大辞典
- 『人事興信録』1995

| 学職             | 学職                                   | 学職             |
| ---------------- | -------------------------------------- | ---------------- |
| 先代 桐原葆見    | 日本産業教育学会理事長 1968年 - 1989年 | 次代 倉内史郎    |
| 先代 （新設）    | 教育調査研究所理事長 1970年 - 1988年   | 次代 奥田真丈    |
| 先代 樋口愛子    | 白梅学園短期大学長 1975年 - 1983年     | 次代 田中未来    |
| 先代 梅根悟 会長 | 日本教育学会会長代行 1980年            | 次代 大田堯 会長 |
| 先代 （新設）    | 教育経営学会会長 1958年 - 1971年       | 次代 大嶋三男    |
| 先代 海後宗臣    | 東京大学教育学部長 1959年 - 1961年     | 次代 宮原誠一    |